# Carl Leschly
Carl Leschly (7. september 1882 i Aarhus – 25. juli 1956 på Københavns Militærhospital) var en dansk officer, bror til Erik Leschly.

## Biografi
Han var søn af generalløjtnant Mauritz Leschly, blev sekondløjtnant 1903 og premierløjtnant samme år, var ved Hærens Tekniske Korps 1909-11, adjudant ved Fæstningsartilleriregimentet 1913-14, ved 3. division 1914-18, blev kaptajn 1918, var stabschef ved 3. division 1921-23, ved Sjællandske Division 1923-24 og fik afsked fra linjen efter ansøgning 1924. Han blev oberstløjtnant 1927, chef for 10. artilleriafdeling 1927-32, til rådighed for 3. Feltartilleriregiment fra 1932 og tog afsked fra Hæren 1938. Han var ansat ved Dansk Rekylriffelsyndikat 1924-32 samt ved Hærens Flyvertropper 1932-38.
Carl Leschly blev udnævnt til slotsforvalter på Frederiksborg Slot 1938 og gik af som 70-årig i 1952. Han var bl.a. Kommandør af Dannebrogordenen og Dannebrogsmand.
Han blev gift 5. november 1910 med Ragnhild Rørdam (16. januar 1885 på Frederiksberg – ), datter af fuldmægtig Georg Rørdam (død 1917) og hustru Ida f. Thune (død 1922).